# سوغنغا
سوغنغا (بالإنجليزية: Xognga)‏ هي منطقة سكنية تقع في الصين في أزمة التبت والصين. يقدر عدد سكانها بـ
- نسمة .